# Robia LaMorte

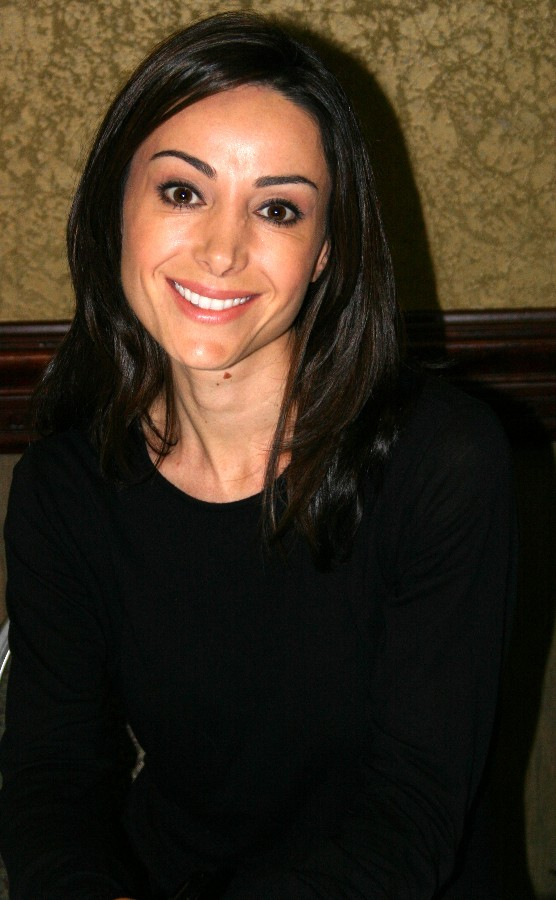
LaMorte 2004

Robia LaMorte (* 7. Juli 1970 in Queens, New York City) ist eine US-amerikanische Schauspielerin und ehemalige Tänzerin.

## Leben
Robia LaMorte wurde in Queens, New York geboren, wuchs jedoch auf den Florida Keys auf und zog mit ihrer Familie 1982 nach Los Angeles. Dort machte sie eine Ausbildung als Tänzerin an der Roland DuPree Dance Academy in Hollywood.
LaMorte tourte als Backgroundtänzerin in den 1980er Jahren mit den Pet Shop Boys und von 1991 bis 1992 mit Prince durch Europa, bei dem sie unter dem Pseudonym „Pearl“ auftrat. Ferner wirkt sie auch in einigen Musikvideos des Albums Diamonds and Pearls (1991) von Prince mit.
Sie debütierte 1988 in einer kleinen Nebenrolle in der Filmkomödie Zebo, der Dritte aus der Sternenmitte, in der sie neben Geena Davis und Jeff Goldblum auftrat. Im Film Fox Hunt (1996) spielte sie eine der Hauptrollen. LaMorte wurde durch ihre Rolle als Jenny Calendar in der Serie Buffy – Im Bann der Dämonen (Buffy The Vampire Slayer), in der sie in den Jahren 1997 und 1998 in 14 Folgen spielte, bekannt. Es folgte eine Hauptrolle in der Komödie Chicks, Man (1999). Sie war in vielen TV-Serien wie Beverly Hills, 90210 und CSI: Den Tätern auf der Spur zu sehen.
Ihr Name wird in den Credits gelegentlich La Morte geschrieben. Robia La Morte hat sich bereits 2005 komplett von der Schauspielerei zurückgezogen. Bereits kurz vor der Jahrtausendwende entdeckte sie für sich den christliche Glauben, betätigt sich seitdem als Predigerin und widmet sich ganz der Verbreitung des Christentums.

## Filmografie (Auswahl)
- 1988: Zebo, der Dritte aus der Sternenmitte (Earth Girls Are Easy)
- 1996: Fox Hunt
- 1997: Spawn
- 1997: Buffy – im Bann der Dämonen (Staffel 1–2)
- 1999: Chicks, Man
- 2002: Robot Bastard! (Kurzfilm)
- 2005: Pomegranate
- 2019: Unplanned